# 新城市つくで交流館
新城市つくで交流館（しんしろしつくでこうりゅうかん）は、愛知県新城市作手高里字縄手上28番地1にある交流施設（公民館）。新城市作手地区（旧・南設楽郡作手村）の中心部にある。交流施設の「つくで交流館」と、学校の「新城市立作手小学校」からなる複合文化施設である。

## 歴史
2017年（平成29年）3月26日に完成記念イベントを行い、4月1日に開館した。
設計は株式会社東畑建築事務所。地元産のヒノキ材やスギ材を用いた木造（一部鉄筋コンクリート造及び鉄骨造）である。作手小学校の延床面積は約3,200m2であり、つくで交流館の延床面積は約3,200m2である。総工費は約16億円。
2017年には「新城市立作手小学校・つくで交流館・作手総合支所」が第49回中部建築賞に入賞した。2018年（平成30年）1月には「作手小学校・つくで交流館・作手総合支所」が愛知まちなみ建築賞に入賞した。
2017年3月21日から3月24日には開館1周年記念イベントが開催された。

## つくで交流館

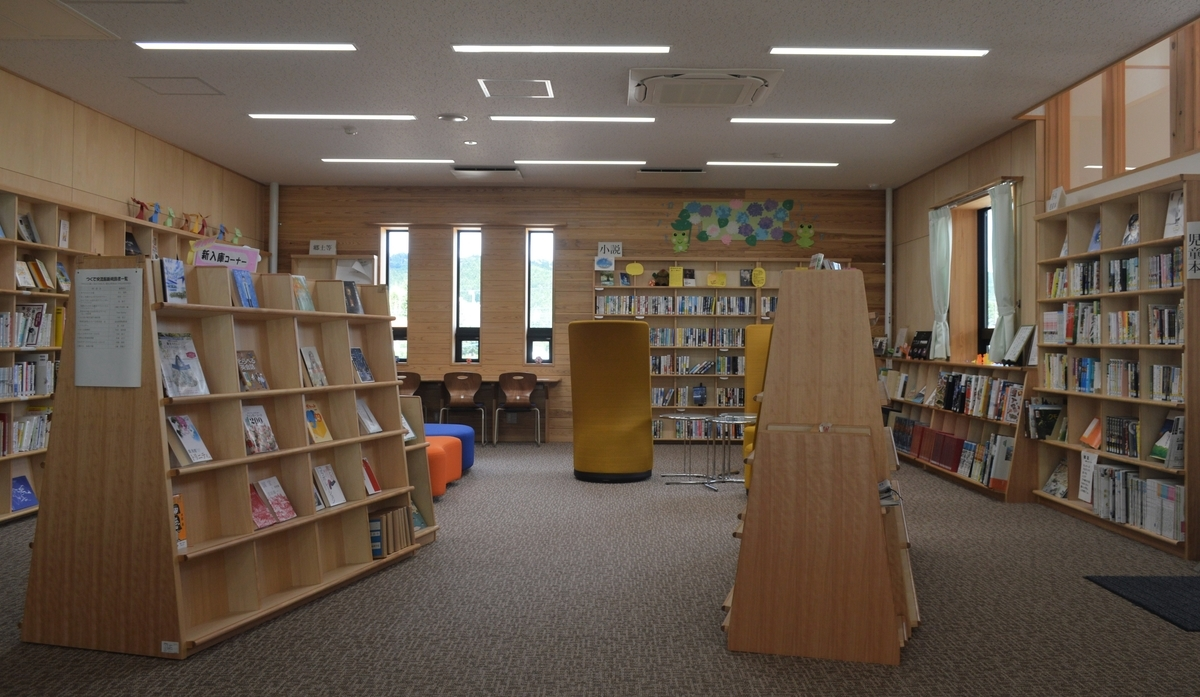
つくで交流館図書室

### 施設
- 図書室
- ホール（210脚）
- 多目的会議室（8.5m×7m）
- 小会議室（3.5m×7m）
- 和室（15畳）
- 調理室（10m×7m）

### 利用案内
- 開館時間 - 8時30分～22時00分
- 図書室利用時間 - 9時00分～19時00分
- 休館日 - 火曜日（火曜日が祝日の場合は翌日）、年末年始

## 新城市立作手小学校

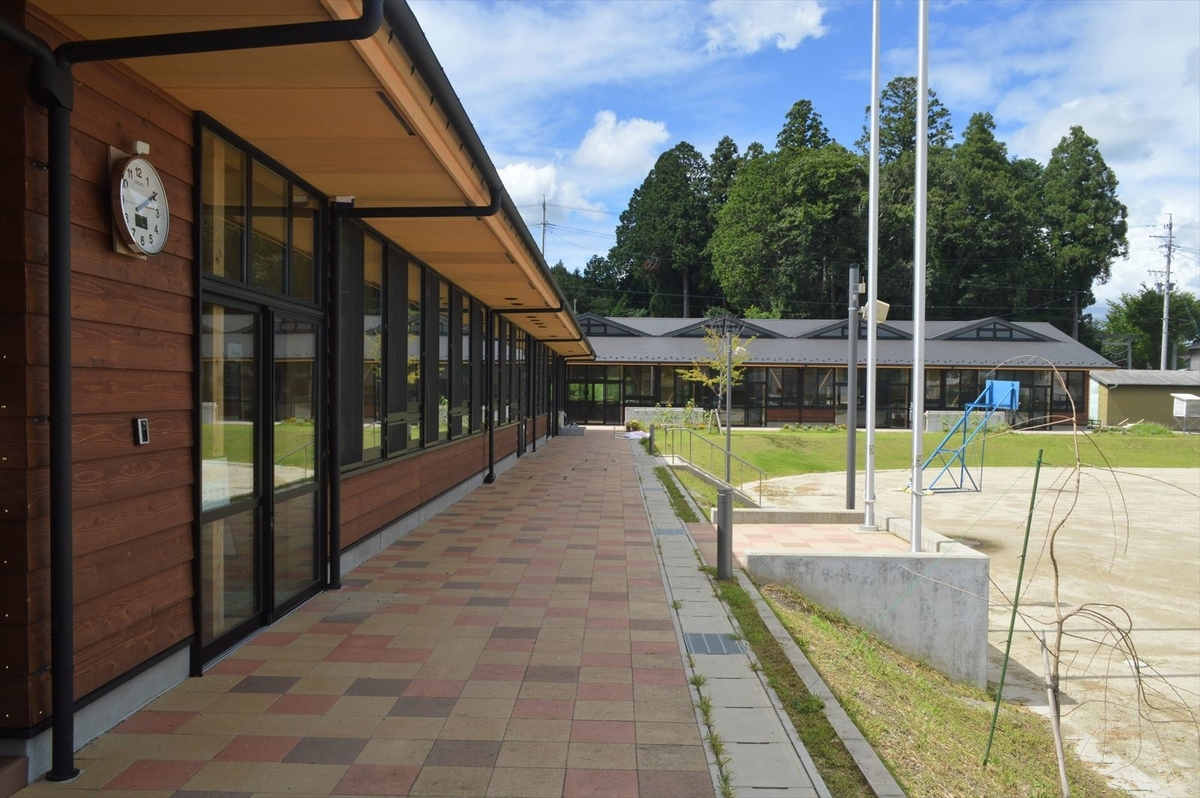
新城市立作手小学校

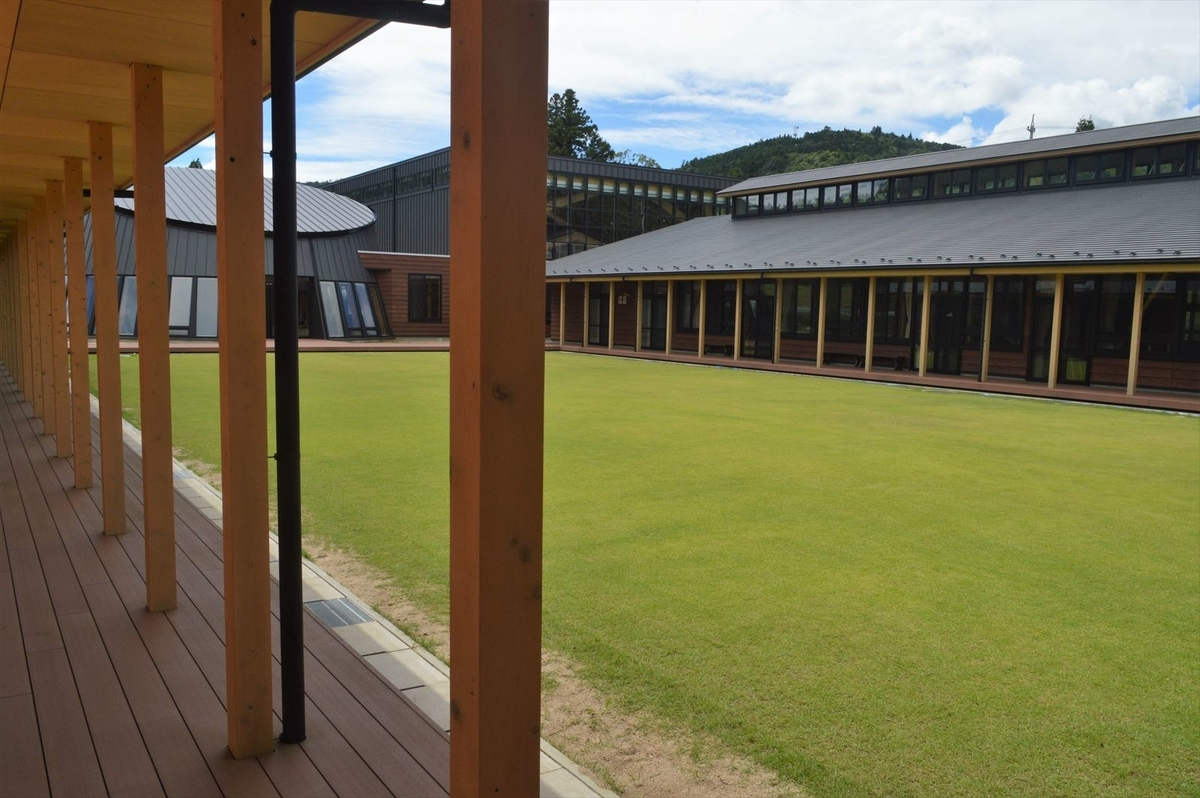
新城市立作手小学校の中庭

1961年（昭和36年）以降の南設楽郡作手村には作手村立菅守小学校、作手村立開成小学校、作手村立巴小学校、作手村立協和小学校の4小学校があり、2005年（平成17年）10月1日に作手村と鳳来町と新城市が合併したことで、それぞれ新城市立の小学校となった。
2013年（平成25年）4月1日には4小学校が統合されて新城市立作手小学校が開校し、暫定的に旧開成小学校を利用した北校舎と旧巴小学校を使用し南校舎が設けられた。2017年（平成29年）4月1日につくで交流館の開館と同時に、新校舎の利用が始まった。

## 周辺
- 新城市役所作手総合支所
- 新城市作手歴史民俗資料館
- 新城市立作手中学校
- 愛知県立新城東高等学校作手校舎
- 新城市立作手保育園
- 新城市作手診療所
- JA愛知東作手地区営農センター
- 粕塚八幡宮
- 十二所神社
- 正眼寺